# مسجد التقوى (كيتابانج)
مسجد التقوى هو مسجد يقع في مدينة كيتابانج غرب مقاطعة كليمنتان في أندونيسيا، هو أقدم مسجد في كيتابانج، كان المسجد الأصلي يقع على مشارف نهر باوان في كاومان، ولكن نظرا للتآكل الذي أصابه انتقل إلى موقع آخر، وتمت  إعادة تسميته لتصبح مسجد التقوى، الجامع الأصلي بني من قبل حكومة ماتان، ولم يبقى منه الآن سوى كومة من بقاياه وهو تحت الحفاظ .

## التاريخ
المسجد واحد من الآثار التاريخية لحكومة ماتان، وكان مسجد التقوى القديم يقع الحق على حافة نهر باوان، بني بناء على مبادرة من زعيم ديني بارز اسمه الحاج محمد عثمان علي، وكنتيجة لتاكل المسجد تم الاتفاق على نقل المسجد إلى مكان آمن بعيد عن الاحتكاك، وفي عام 1950 تولى الحاج محمد عثمان علي المبادرة لتشكيل لجنة بناء مسجد التقوى، ومع الإرادة القوية والعمل الشاق والنوايا الصادقة انتهت اللجنة  من بناء مسجد التقوى.

## إعادة التأهيل
خضع مسجد التقوى في مدينة كيتابانج لاعادة التأهيل الكلي لدرجة أن المسجد القديم الأصلي لم يعد يرى منه شيء، الشيء الوحيد المتبقي من المسجد هي القبة والمنبر وأربعة أعمدة كانت تستحدم كمنطقة عازلة والتي تقع مباشرة تحت القبة مباشرة .